# Sorex granarius
Espèce
Statut de conservation UICN

 LC  : Préoccupation mineure
Sorex granarius est une espèce de mammifères soricomorphes de la famille des Soricidae.

## Distribution

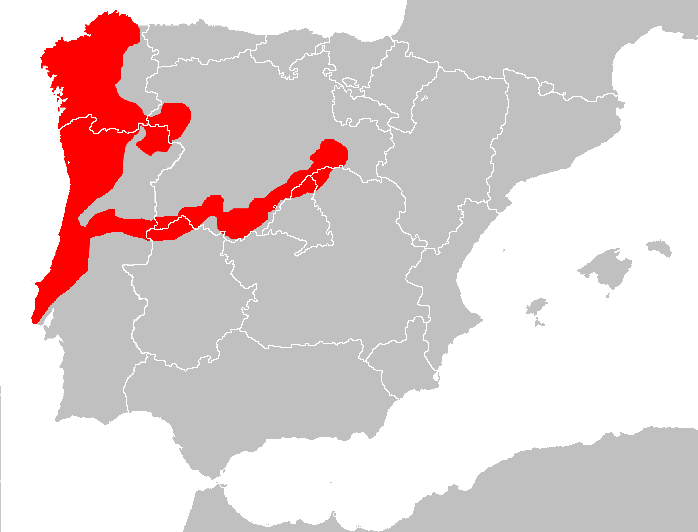
Distribution

Cette espèce se rencontre en Espagne et au Portugal.

## Publication originale
- Miller, 1910 : Descriptions of six new European mammals.  Annals and magazine of natural history, ser. 8, vol. 6, p. 458–461 (texte intégral).